# Gardenia sericea
Gardenia sericea är en måreväxtart som beskrevs av Christopher Francis Puttock. Gardenia sericea ingår i släktet Gardenia och familjen måreväxter. Inga underarter finns listade i Catalogue of Life.